# Autoscatto (Scialpi)
Autoscatto è una raccolta del cantante Scialpi, pubblicato nel 2006 dalla Deltadischi. 
Contiene nuove versioni dei suoi successi e tre inediti: Goodbye, Can't Get You out of My Head (cover del brano omonimo di Kylie Minogue) e Non ti amo più (ispirato al brano Je t'aime... moi non plus di Serge Gainsbourg).

## Tracce
1. Goodbye (inedito)
2. Can't Get You out of My Head (inedito)
3. E' una lacrima che cade
4. Sono quel ragazzo
5. Pregherò, imparerò, salverò
6. Non ti amo più (inedito)
7. Cuore batti cuore
8. Baciami
9. Cigarettes and coffee
10. Pregherei (duetto con Luisa Corna)
11. Il grande fiume
12. E' una nanna
13. A... Amare
14. No east, no west
15. Rocking Rolling